# Австралийски морски ангел
Австралийският морски ангел (Squatina australis) е вид акула от семейство Морски ангели (Squatinidae). Срещат се в субтропичните води на Южна Австралия, от Западна Австралия до Нов Южен Уелс между географски ширини 18°S и 41°S, на дълбочина до 255 m. На дължина видът достига до 1,52 m.